# 乍得
乍得共和国（阿拉伯語：جمهورية تشاد），通稱乍得（阿拉伯語：تشاد，羅馬化：Tšād，發音：[tʃaːd]，發音：[tʃa(d)]），是非洲中部的一个内陆国家，北接利比亚，东接苏丹，南接中非共和国，西南与喀麦隆、尼日利亚为邻，西与尼日尔交界。该国以乍得湖的名字命名，国内最高山峰是位于撒哈拉沙漠的库西山，首都和最大城市是恩贾梅纳。乍得国内共有超过200个民族，法语和阿拉伯语是官方语言，伊斯兰教是最多人信奉的宗教。
从公元前7000年开始，在乍得一带已有大量人口聚居。至9世纪前后，一连串政权在乍得的撒哈拉地区兴起和消亡，它们都曾控制经过该区的跨撒哈拉贸易路线。乍得在1920年被法国占领，成为法属赤道非洲的一部分。1960年，乍得在弗朗索瓦·托姆巴巴耶带领下从法国独立，但托姆巴巴耶的政策引起北部穆斯林地区不满，最终在1965年触发长期的内战。1979年，反政府武装攻占恩贾梅纳，结束了南部政权的统治。但是反政府武装指挥官之间发生内讧，结果侯赛因·哈布雷赢得战斗出任总统，但在1990年被他的将军伊德里斯·代比推翻。2003年起，苏丹西部發生达尔富尔冲突，使乍得边境的局势不稳。
虽然乍得有很多活跃政党，但已故前总统伊德里斯·代比领导的爱国拯救运动牢牢地把握权力，现在国内仍经常发生政治暴力和意图的军事政变。乍得是世界上最贫穷、贪污情况最严重的国家之一。自2003年起，石油已取代传统的棉花工业，成为乍得最主要的出口收入来源。

## 語源
與查德湖同名，該詞源自卡努里語Sádǝ，意思是湖泊、廣大的水域。

## 历史
公元前7000年，乍得北部地区的生态环境有利人类居住，这使得这一时期该地区的人口强劲增长。乍得其中一些重要的考古发现（主要位于博尔库-恩内迪-提贝斯提区）可追溯到公元前2000年以前。而乍得盆地上有农业人口定居的历史也超过了两千年。这个区域长期以来一直是各个文明活动的中心。根据出土的手工艺品和口述历史纪录，这些文明中最早期的是萨奥文明。公元9至10世纪，萨奥人建立乍得撒哈拉地区的第一个、也是国祚最长的帝国—加涅姆帝国，16世纪后，出现与之抗衡的巴吉米尔王国和瓦达伊王国，从此三国混战不休。加涅姆帝国以及随后的政权都建基于对经过该区的跨撒哈拉贸易通道的控制。除了抢夺奴隶，这些政权的控制地都未曾延伸到南部的草原。1883年至1893年间，各王国先后被苏丹人拉比赫·祖拜尔征服。

1900年4月22日在库塞里之役击败并杀死拉比赫·祖拜尔（图）后，法国清除了在乍得殖民的主要障碍。

在法国的殖民扩张之下，法国殖民者于1900年建立了“乍得国家和保护国军事领地”（Territoire Militaire des Pays et Protectorats du Tchad）。直至1920年，法国已取得乍得全国的控制权。殖民地时期的乍得并无统一领土的政策，现代化进程缓慢。法国人主要视乍得为低级劳动力和棉花的次要来源地，1929年，法国开始在当地大规模生产棉花。乍得殖民政府人手严重不足，并需要依靠来自法国本土能力最差的一批官员。乍得境内只有南部管理得较好，法国对北部和东部的控制则有名无实。殖民政府的忽视使教育制度也长期得不到发展。第二次世界大战后，法国把乍得列为海外领地，领地居民有权选举法国国民议会代表和乍得人民议会议员。当时的最大政党是扎根南部地区的乍得进步党。1960年8月11日，乍得在弗朗索瓦·托姆巴巴耶带领下从法国独立，托姆巴巴耶任首任总统。

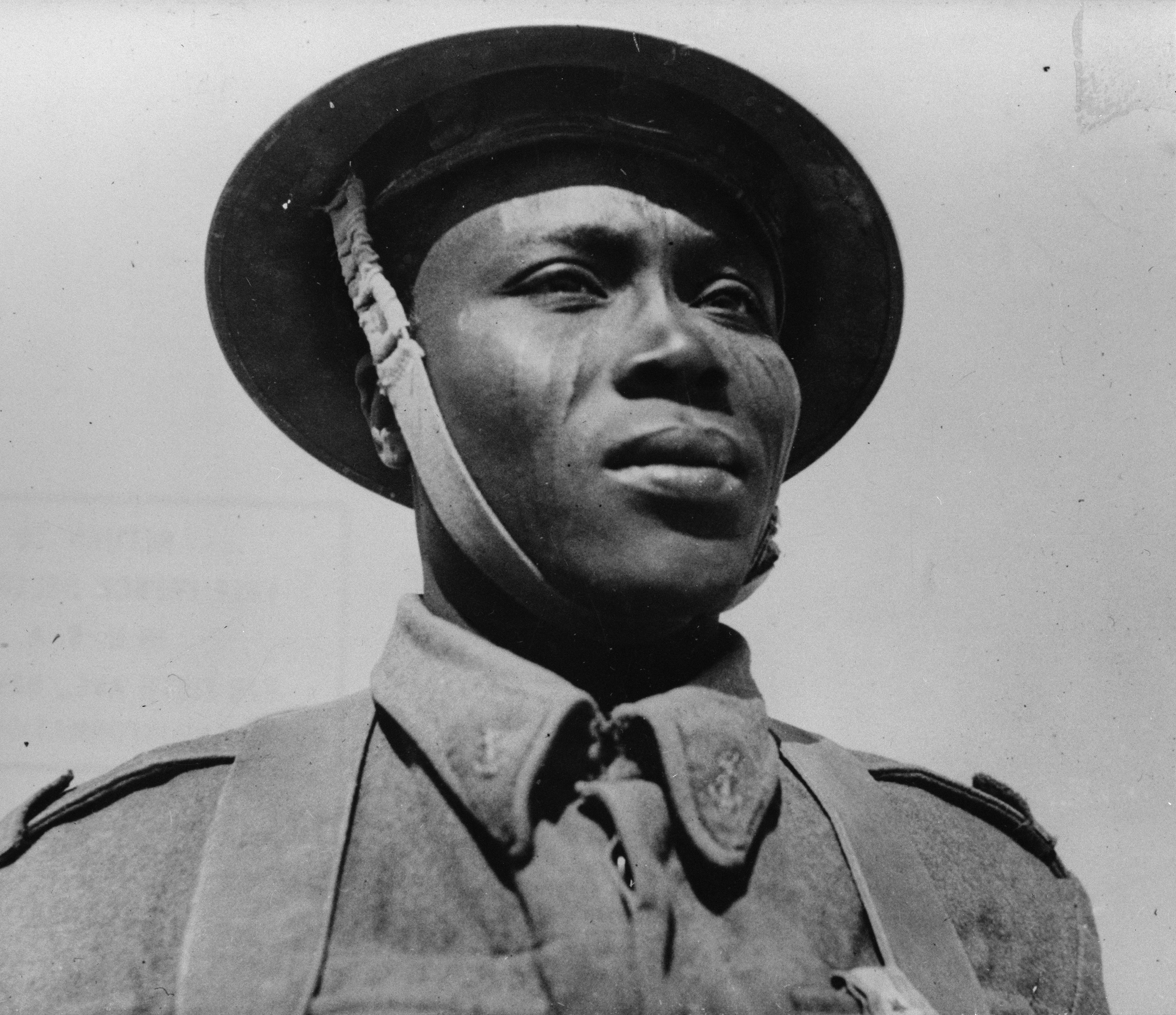
第二次世界大战为自由法国战斗的乍得士兵

托姆巴巴耶在两年后禁止反对党，实行一党制。他的独裁统治和低效的管理使种族之间的冲突加剧。1965年，穆斯林发动了内战。托姆巴巴耶在1975年一次由费利克斯·马卢姆发动的军事政变中被杀，但暴力浪潮并没有因此而平息。1979年，反政府武装占领恩贾梅纳，马卢姆倒台。之后几个武装组织（主要来自北部的反政府武装）互相争夺权力。乍得的分裂使法国在其国内的势力崩溃，北部邻国利比亚便乘势填补了法国的位置，并介入乍得内战，支持北部叛军。1983年叛军大举进攻，法国在同年8月派兵到乍得支持乍得政府，在乍得中部建立防线，战局才稳定下來。得到法国支持的总统侯赛因·哈布雷在乍得成功号召国内民众，并在1987年击退利比亚军队。
哈布雷后来以贪污和暴力的手法巩固政权，在他统治下估计有约40,000人被杀。哈布雷的政策倾向他自己的种族—达萨人（Daza），并歧视其他以前的札加瓦人盟友。他的将军伊德里斯·代比在1990年把他推翻。
代比随后尝试安抚反政府武装，恢复了多党制。乍得通过公投在1996年通过了新宪法。同年，代比赢得了总统选举，五年后连任。2003年，乍得开始开采石油，但后来第二次乍得内战爆发。代比在2005年举行公投决定是否取消总统任期的限制，这引发反对党的强烈反对和整个社会的骚动。2006年，代比在反对党抵制选举的情况下第二次连任为总统。同时，乍得东部的种族冲突情况恶化，联合国难民署警告，乍得可能发生类似达尔富尔的种族屠杀。

## 政治
宪法赋予乍得一个权力较大的行政机构，总统是乍得的国家元首，有权任命总理和内阁成员，对法官、将军、地区官员和国有企业总裁的任命都有相当影响力。当重大而紧急的事件发生，总统在与国民议会商议后可颁布紧急状态令。总统由全民普选产生，任期为五年；2005年乍得通过新宪法，废除对总统任期的限制，之前总统只可连任一次。代比总统的主要顾问大都是札加瓦人，反对党和南部各族在政府都有代表。贪污在乍得十分普遍，透明国际在2005年公布的清廉指数显示乍得是全世界贪污最严重的国家，2006年情况只有轻微改善。
乍得的法律建基于法国民法和乍得的传统法律，后者不会干预公共秩序和宪法保障的平等。虽然宪法赋予乍得独立的司法系统，但大部分重要的司法人员都是由总统任命。最高法院和宪法委员会是乍得的最高司法机构，最高法院由一名经院长和其他15名成员组成，各成员都经由总统和国民议会任命，采用终身任期制。宪法委员会由9位法官组成，任期9年，委员会有权在法律、条约和国际协定实行前进行审辖。
国民议会是乍得的立法机构，由155名任期为4年的议员组成，每年举行2次定期会议，分别在3月和10月开始，总理可要求进行特别会议。议员每2年会选举一名议长，现任议长是纳苏尔·盖朗杜克西亚·瓦伊杜。总统须在15天内签署或否决通过的法案。议会可经由不信任动议迫使总理辞职，如行政机构提出的法案在一年内两度被否决，总统可下令解散议会，重新举行选举。实际上代比总统透过他领导的多数党爱国拯救运动在议会中拥有相当的影响力。
1992年取消党禁前，代比领导的爱国拯救运动是乍得的唯一合法政党。现在该国共有78个注册政党。政府在选举期间封锁独立媒体，加上选民登记的广泛违规情况，促使反对党和人权组织呼吁抵制取消总统任期限制的修宪公投。
乍得国内有一些意图推翻代比，但内部分化的反政府武装。2006年4月13日，反政府武装“争取变革联合阵线”奔袭恩贾梅纳，但被政府军击退。法国是对乍得影响力最大的外国国家，在乍得有1,000驻军，代比依靠法国协助打击叛军，法国也为乍得军队提供运输和情报支援，以防止地区稳定被完全破坏。但乍得和法国的关系因为1999年美国埃克森美孚公司得到石油开采权而恶化。

## 行政区划

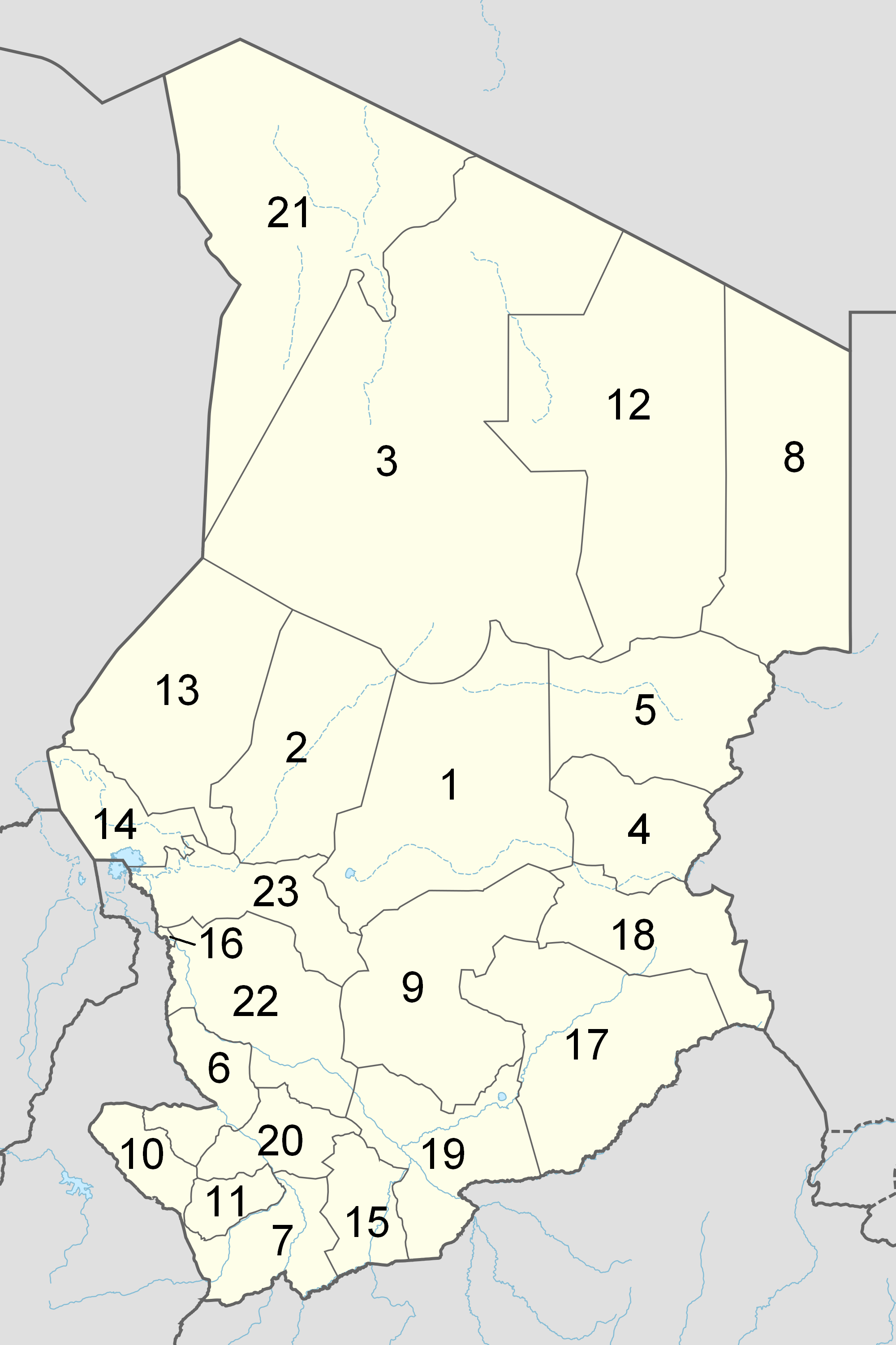
乍得各大区

乍得全国划分为23个大区，这个系统在2003年地区分权的过程中启用，以取代原来的14个省，每个区都有一名经由总统任命的首长。大区下设50省，省下设400余个县。各县被建议由村（communautés rurales）取代，但法律框架仍未完成。宪法规定地方政府可迫使人民积極参与当地的发展，为此，宪法亦列明各行政分区都由民选产生的地方议会管理，但至今未曾举行任何地方选举，2005年的选举也多次被推迟。
乍得的23个大区分别是：
| 1. 巴塔区（Batha） 2. 加扎勒河區（Barh El Gazel） 3. 博尔库区（Borkou） 4. 瓦达伊区（Ouaddaï） 5. 瓦迪菲拉区（Wadi Fira） 6. 东凯比河区（Mayo-Kebbi Est） 7. 东洛贡区（Logone Oriental） 8. 東恩內迪區（Ennedi Est） 9. 盖拉区（Guéra） 10. 西凯比河区（Mayo-Kebbi Ouest） 11. 西洛贡区（Logone Occidental） 12. 西恩內迪區（Ennedi Ouest） | 1. 加奈姆区（Kanem） 2. 湖区（） 3. 芒杜尔区（Mandoul） 4. 恩贾梅纳（N'Djamena）（首都） 5. 萨拉马特区（Salamat） 6. 西拉区（Sila） 7. 中沙里区（Moyen-Chari） 8. 坦吉莱区（Tandjilé） 9. 提贝斯提区（Tibesti） 10. 沙里-巴吉尔米区（Chari-Baguirmi） 11. 哈杰尔-拉密区（Hadjer-Lamis） |

## 地理

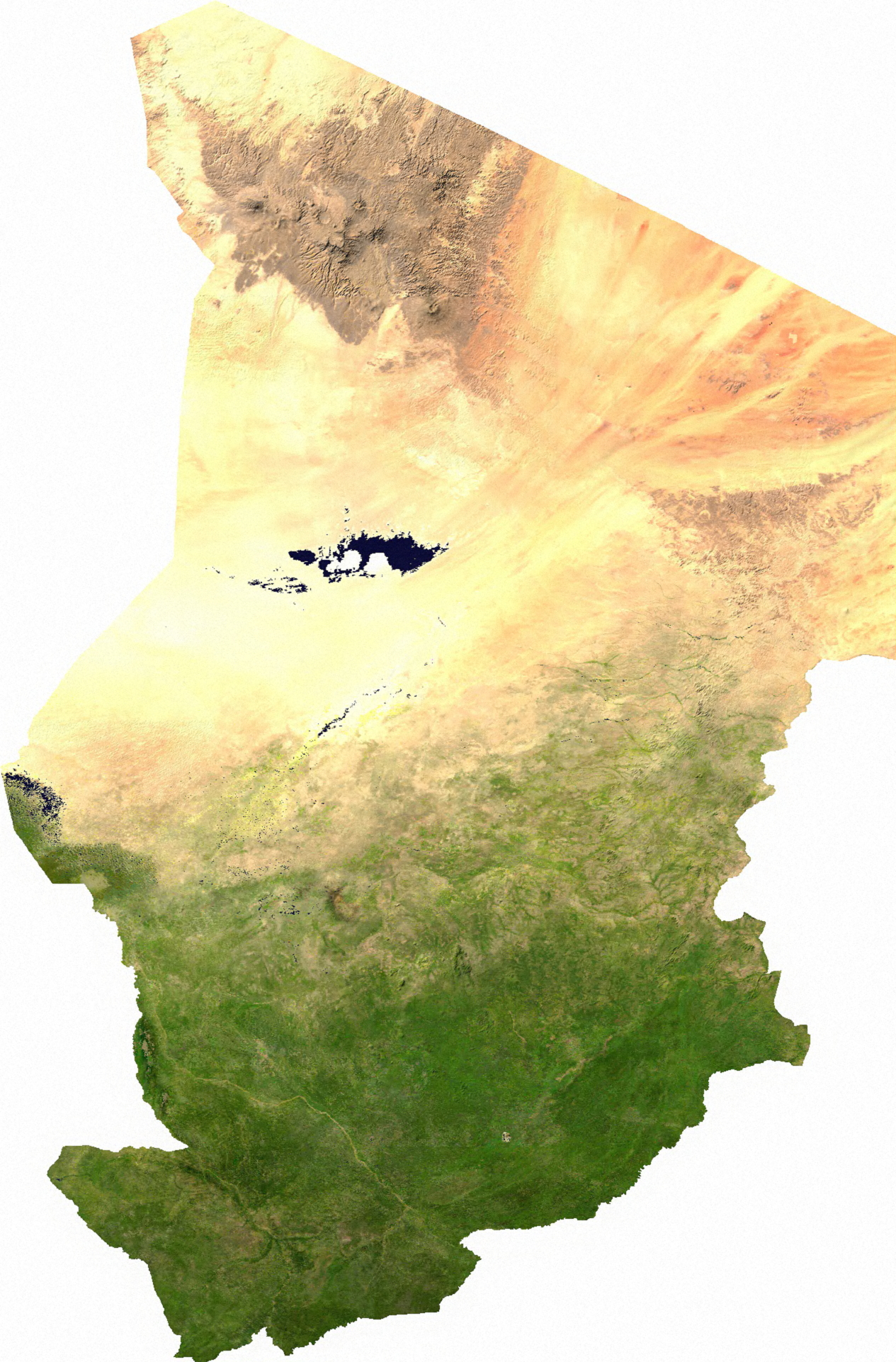
乍得分为三个明显的地理区：北部的撒哈拉沙漠地区、中部的萨赫勒地区和南部的蘇丹草原地区

乍得总面积为1,284,000平方公里，是世界上第21大的国家，比秘鲁略小，比南非略大。乍得位于非洲中北部，北纬8和24度、东经14和24度之间，北接利比亚，东接苏丹，南接中非共和国，西南与喀麦隆、尼日利亚为邻，西与尼日尔交界。首都恩贾梅纳与最邻近的海港相距1,600公里，乍得分为三个主要的地理区域：北部的沙漠地区，属热带沙漠气候；中部干旱的萨赫勒地区，属热带草原气候；和南部较肥沃的苏丹草原地区，属热带雨林气候。因为乍得远离海洋，且国土大部分属沙漠气候，所以又被称为“非洲死亡之心”。

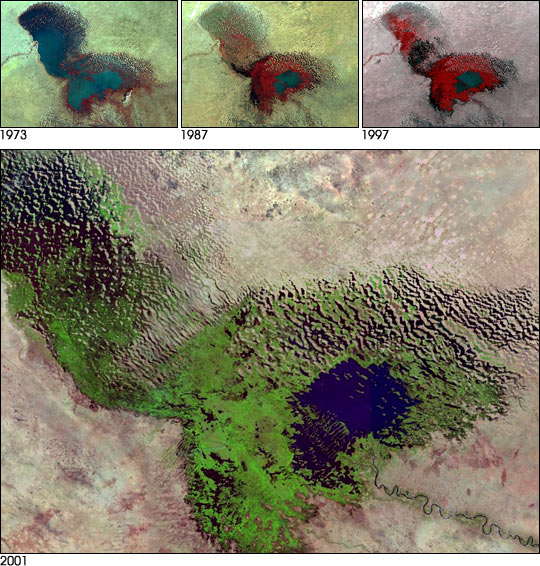
2001年乍得湖的卫星影像。顶部显示该湖泊从1973年至1997年的转变。

自殖民时期起，乍得与邻国的国界并不是完全根据自然界线而划定。该国最明显的地理特徵是一片被北部、东部和南部的山脉包围的盆地。乍得的国名源于乍得湖，该湖泊在7,000年前的面积有330,000平方公里，但在21世纪缩减至17,806平方公里，季节因素对它的面积影响甚大。乍得湖现在是非洲的第二大湿地。位于提贝斯提高原的火山库西山高3,414米，是乍得以至撒哈拉地区的最高山峰。
每年热带辐合带都会从南部到北部覆盖乍得，5月到10月覆盖南部，6月到9月则覆盖萨赫勒地区。因为降水量的差异，乍得有三个明显的地理区：北部是撒哈拉沙漠，年降水量少于50毫米，植物稀少，乍得的博尔库地区是撒哈拉最干旱的地区；乍得中部是萨赫勒地区，年降水量约为300至600毫米，区内的植物大多是以金合欢为主的灌木丛；南部苏丹地区的稀树大草原年降水量超过900毫米，较高的草丛和大片的沼泽都有利于鸟类、爬行类和大型哺乳类动物生存。乍得的主要河流有沙里河、洛贡河和它们的支流（从东南部流经南部草原至乍得湖）。

## 经济

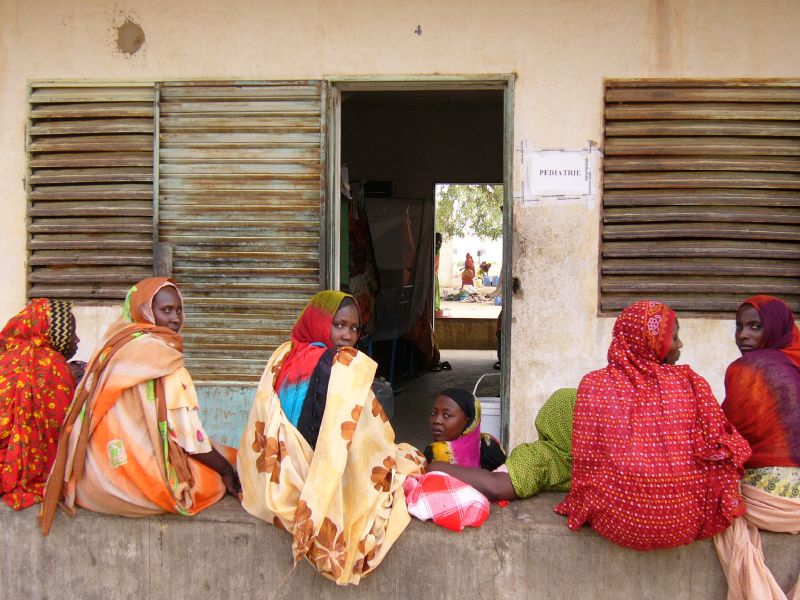
乍得一间产科医院病房。乍得的基建与北部邻国比较相去甚远。

联合国公布的人类发展指数乍得排名倒数第三，国内80%人民生活在贫穷线以下。2005年，该国的人均国内生产总值（购买力平价）只有1,500美元。乍得是中非国家银行和中部非洲关税和经济联盟的成员国之一，法定货币是中非法郎。连年不断的内战使外国投资者尽数撤离，1979年至1982年离开该国的人近来才开始对该国的发展重拾信心。2000年，外资开始大规模投入乍得的石油业，这有助推动该国的经济发展。

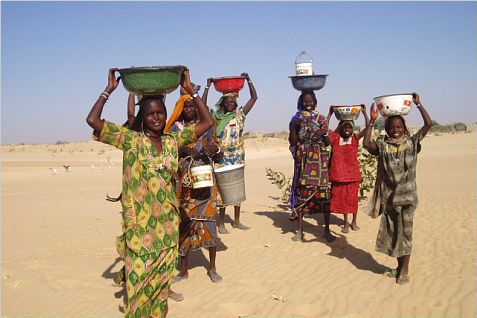
乍得马奥的女人。当地由水塔供水，如何获得清洁的饮用水在乍得经常是个问题

超过80%的乍得人靠自给耕作或畜牧维生，当地的气候决定了人们耕作和放牧的地点。乍得最南10%的土地是该国最肥沃的可耕地，主要农作物有高梁和小米。在萨赫勒地区只种有较硬品种的小米，收成也比南部地区明显要低；但萨赫勒却是大型商业牲口牧群、山羊、绵羊、驴和马的理想牧地。撒哈拉沙漠零散的绿洲只能支持部分枣类和豆类植物。在石油业发展之前，棉花生产是乍得的主要工业，棉花出口占了该国出口总额的80%。现在棉花仍是该国的主要出口货品。一家曾受全球棉花价格下降打击的乍得大型棉花公司受到法国、荷兰、欧盟和国际复兴开发银行资助，这家国营企业预料会被私有化。
埃克森美孚联合雪佛龙和马来西亚国家石油公司已在乍得南部投资37亿美元，开发蕴藏量估计达10亿桶的石油资源。2003年一条连接油田和喀麦隆沿海地区的输油管建成后（由世界银行部分资助），石油开采工作展开。作为资助的条件，世界银行坚持开采石油所得收益之中的80%要用于乍得的发展计划。2006年1月，因为乍得政府通过法令降低这一比率，世界银行暂停贷款计划。2006年7月14日，世界银行和乍得政府签署备忘錄，乍得政府承诺把收益中的70%用作消除贫穷。

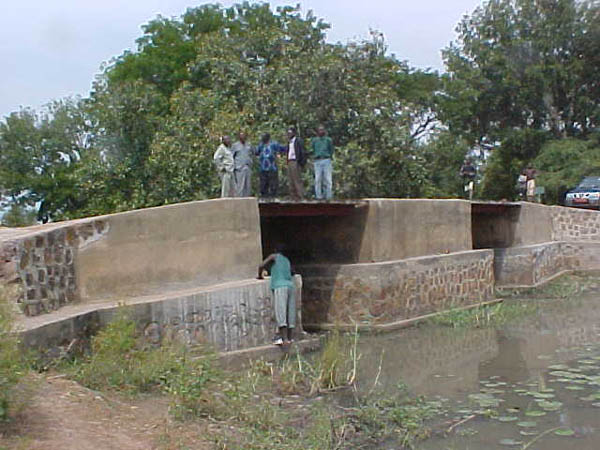
乍得的一座桥

内戰严重窒碍了乍得交通基建的发展，乍得在1987年的已平整公路只有30公里长，连续的道路修复工程改善了公路状况，直至2004年该国已有总长550公里的已平整公路。但乍得的公路网络仍然十分有限，一些公路在一年中有数月不能使用。乍得国内没有铁路，货物的出入口主要靠依赖喀麦隆的铁路系统，往来海港杜阿拉。恩贾梅纳国际机场有定期航班飞往法国巴黎和一些非洲城市。乍得的电信网络简陋且昂贵，国营企业提供固网电话服务，但全国只有14,000条固网电话线，是全球电话密度最低的地区之一。乍得水电协会为首都15%的人口提供电力，全国覆盖率仅为2%。大部分乍得人使用木材、动物粪便等的生物燃料生火。乍得的城市基建落后，只有48%的市区人口有清洁的饮用水，可使用基本卫生设备的人口更只有2%。
乍得的唯一电视台是国有的乍得国家电视台，但仅覆盖恩贾梅纳。电台的覆盖率远远较大，全国有13家私营电台。因为运输费用高昂，人民识字率低且普遍清贫，乍得的报纸数量和流通率较低。虽然宪法保障言论自由，但政府在2006年底却启动了一套审查媒体的系统。

## 人口
乍得2005年的人口估计为10,146,000，城市人口25%，农村人口74.8%。47.3%的人口年龄小于15岁，出生率为每1000人42.35，死亡率为16.69，人均预期寿命为47.2岁。

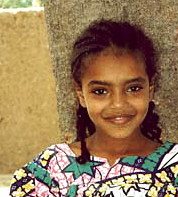
瓦达伊区的一个女孩

乍得人口不平均分布，博尔库-恩内迪-提贝斯提区（位于撒哈拉地区）的人口密度为每平方千米0.1人，而西洛贡区的人口密度则为每平方千米52.4人，恩贾梅纳的人口密度更高。全国约一半人口居于南部五分之一的地区。恩贾梅纳的居民主要从事商业活动，其他城市如萨尔、蒙杜、阿贝歇和多巴的城市化较低，但正处于高速发展，联同首都成为乍得经济增长的决定性因素。自2003年起，苏丹难民从局势混乱的达尔富尔地区流亡至乍得东部，加上约172,000乍得人从内战地区迁往东部，这使该区的社区气氛渐趋紧张。
一夫多妻制在乍得十分普遍，约39%的女人生活在这样的情况下。除非配偶在结婚时表明其不接受重婚，乍得的法律允许一夫多妻制。虽然法律禁止对妇女使用暴力，但家庭暴力仍然普遍。约45%的乍得妇女会进行割礼，虽然法律亦明文禁止。这种仪式在阿拉伯人、Hadjarai人和瓦达伊人之中比较普遍（超过90%），萨拉人（38%）和图布人（2%）参与这种仪式的比例则较低。乍得女性接受教育的机会较少，这使她们难以寻找工作。虽然基于法国法律的财产及遗产法并没有歧视女性，但地区领袖在处理遗产个案时，通常会根据传统做法倾向男性。

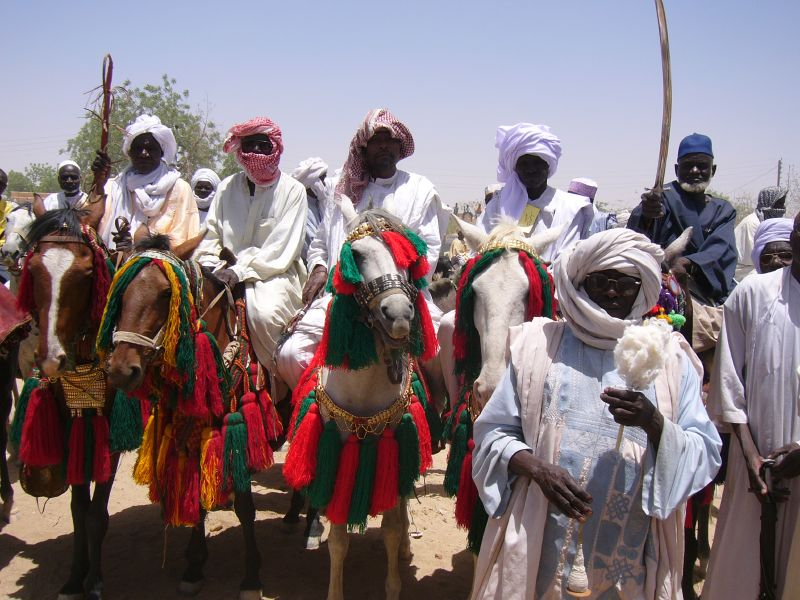
一个部族的代表团

乍得共有超过200个不同部族，社会结构因而比较多样化。殖民政府曾尝试建立一个以国家为主体的社会，但对于大部分乍得人，地区和宗教习俗都占有较重要的地位。在乍得，不同的部族大致可以他们的居住地划分。南部住有全国最大的部族萨拉人，第二大部族阿拉伯人则聚居于萨赫勒地区，北部的主要居民是以图布人为主的牧民。法语和阿拉伯语是乍得的官方语言，但有其他100种语言或方言在该国被使用。因为阿拉伯商人在乍得影响甚大，阿拉伯语是该国的通用语。

### 宗教
| 查德宗教分佈 | 查德宗教分佈 | 查德宗教分佈 | 查德宗教分佈 | 查德宗教分佈 |
| ------------ | ------------ | ------------ | ------------ | ------------ |
| 宗教         | 宗教         |              | 百分比       | 百分比       |
| 伊斯蘭教     | 伊斯蘭教     |              | 52.1%        | 52.1%        |
| 基督教       | 基督教       |              | 44.1%        | 44.1%        |
| 泛靈論       | 泛靈論       |              | 0.3%         | 0.3%         |
| 无神论       | 无神论       |              | 2.8%         | 2.8%         |

根據最近2014-15年的人口普查，52.1%的人口是穆斯林，44.1%是基督徒 (包括23.9%新教徒，20%羅馬天主教徒，0.2%其他基督徒)，0.3%是泛靈論，2.8%沒有宗教，0.7% 沒有指明。
所谓的“泛灵论”包括了不同种类的传统宗教。伊斯兰教和基督宗教在乍得都融合了一系列的传统信仰和仪式。穆斯林主要集中于乍得北部和东部；传统宗教和基督宗教的信徒则集中于南部和盖拉区。宪法列明乍得是个世俗国家，并保障宗教自由，不同的宗教信仰在乍得大致相安无事。

## 文化
乍得拥有多样化的种族和语言，文化遗产相当丰富。乍得政府也积极推广该国文化和传统，开放乍得国家博物馆和乍得文化中心。乍得全年共有6个公众假期，不定期的假期则包括基督宗教的复活节、伊斯兰教的肉孜节、古尔邦节和圣纪节等。
乍得较流行的乐器有“kinde”（一种竖琴）、“kakaki”（一种长3至4米的号角）和“hu hu”（一种使用葫芦作扩音器的弦乐器）。不同种族会使用不同的乐器：萨拉人常用笛子、巴拉风（balafon，一种木琴）、竖琴和kodjo鼓等；加涅姆布人则以长笛类乐器配合敲击乐器演奏。

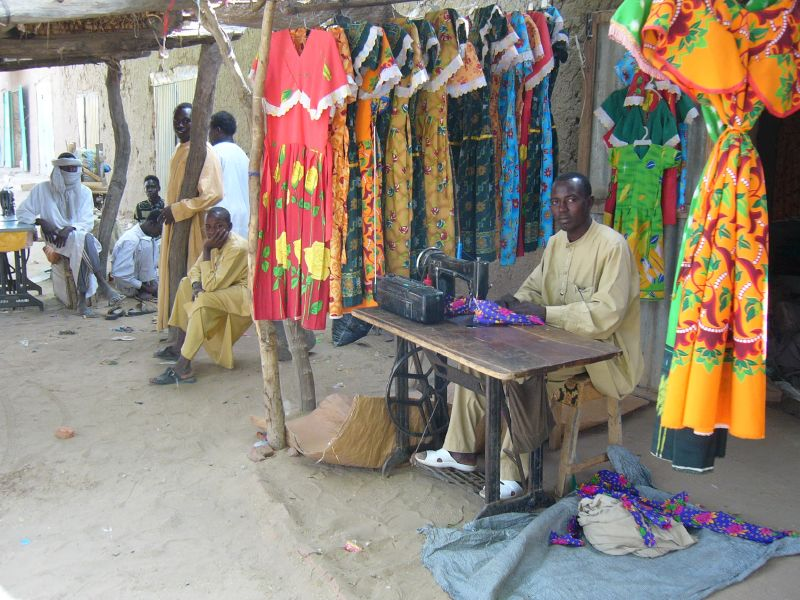
一个贩卖乍得传统服饰的裁缝师

乐队沙里爵士乐在1964年组成，开拓了乍得的现代音乐领域。随后，其他的一些乐队试图结合现代和传统音乐。但乍得人通常都蔑视现代音乐，在1995年，他们对现代音乐开始感兴趣，这促使一些乍得歌手的唱片和录音带开始被发行。但盗版行为以及法律保障的缺乏都限制了乍得音乐工业的进一步发展。
小米是乍得人的主食，常被做成面团伴以酱汁食用，这种食物在北部被称为“alysh”；在南部则被称为“biya”。鱼类也是该国的一种流行食物，通常被做成“salanga”（被晒干后烟熏成的鲑脂鲤或猛鱼）或“banda”（较大型的烟熏鱼）。“Carcaje”是一种以木槿叶制成的味甜的饮品。酒精饮品在南部比较流行，人们饮用“billi-billi”（以红小米酿制）和“coshate”（以白小米酿制）小米啤酒。
与其他非洲国家一样，乍得的文学受经济、政治等因素打击。很多乍得作家被迫在流亡国外的情况下写作，主题集中于政治压迫和历史论文。自1962年起，20位乍得作家写作了约60部小说作品。较著名的作家有约瑟夫·卜拉欣·赛义德（Joseph Brahim Seïd）、巴巴·穆斯塔法（Baba Moustapha）、安托万·班吉（Antoine Bangui）和库尔西·拉姆科（Koulsy Lamko）。2003年，乍得的唯一文学评论家艾哈迈德·塔博耶（Ahmat Taboye）出版了乍得文学选集（Anthologie de la littérature tchadienne）以在国际和青年间宣传乍得文学。
乍得的电影工业被内战严重破坏，电影院的缺乏也是该行业面对的问题（乍得全国只有一家电影院）。乍得首部电影是1999年由穆罕默德·萨利赫·哈龙（Mahamat Saleh Haroun）制作的《Bye Bye Africa》，穆罕默德后来的电影《Daratt》获得第63届威尼斯国际电影节的评审团特别奖，其後於2010年第一次入圍坎城影展的作品《吶喊的男人》（《A Screaming Man》），更勇奪評審團獎。伊萨·塞尔日·克洛（Issa Serge Coelo）曾执导其他两部电影《Daressalam》和《Tartina City》。
足球是乍得最普及的运动，足球和自由式摔跤也很流行。

## 軍事
查德的軍隊由國民軍（包括地面部隊，空軍和憲兵隊），共和黨衛隊，快速干預部隊，警察以及查德國家和遊牧警衛隊（GNNT）（英語：National and Nomadic Guard of Chad）組成。目前，查德軍隊的主要任務是與該國境內的各種反叛力量作戰。現役人數約3萬人左右，由於歷史上曾經被法國殖民過，其軍事深受法國影響。